# Морнаг
Морнаг (араб. مرناق) або Себалят-Морнаг (араб. سبالة مرناق) — місто в Тунісі. Входить до складу вілаєту Бен-Арус. Станом на 2004 рік тут проживало 26 406 осіб.